# Кривицкий, Александр Юрьевич
Алекса́ндр Ю́рьевич Криви́цкий (настоящее имя — Зиновий Юлисович Кривицкий; 15 [28] августа 1910, Курск — 13 января 1986, Москва) — советский писатель и публицист, новеллист, журналист, редактор. Член Союза советских писателей. Заслуженный работник культуры РСФСР (1972).

## Биография
Родился 15 (28 августа) 1910 года в Курске в семье сапожника. В 1933 году окончил Коммунистический институт журналистики, затем центральные курсы редакторов при ЦК ВКП(б) (1936). Член ВКП(б) с 1932 года. В 1937—1947 годах — корреспондент, начальник отдела литературы и искусства, специальный корреспондент газеты «Красная звезда».
В годы Великой Отечественной войны был военным корреспондентом, позже литературным секретарём редакции газеты «Красная звезда». В 1945 году в качестве военного корреспондента присутствовал на церемонии подписания Акта о капитуляции гитлеровской Германии в берлинском предместье Карлсхорст.
После 1947 году, наряду с литературной деятельностью, работал заместителем главного редактора журнала «Новый мир», затем редактор международного раздела «Литературной газеты».
В последние годы жизни — член редколлегии журнала «Знамя».
Похоронен на Кунцевском кладбище.

## Творчество
Литературную деятельность начал в годы первых пятилеток в ежедневных многотиражках на фабрике имени Парижской Коммуны и на заводе имени М. В. Фрунзе.
Автор романов, повестей и рассказов, в основном, на историческую и военно-патриотическую тему. Признанный мастер сюжетных памфлетов на международные темы. Многочисленные статьи, очерки и памфлеты Кривицкого печатались в центральных газетах и журналах СССР.

## Двадцать восемь панфиловцев
23-24 ноября 1941 г. в штабе 16 Армии побывали журналист «Комсомольской правды» Д. Чернышёв и корреспондент «Красной звезды» В. И. Коротеев. В вышедшей 26 ноября 1941 года статье Д. Чернышёва впервые было сказано, что все бойцы погибли, но танки не пропустили, а также было указано количество танков — 54, из которых «горсточка бойцов» подбила 18 (однако, согласно донесению командира полка полковника Капрова, весь 1075-й стрелковый полк 16 ноября 1941 года уничтожил 15 танков, а в немецких военных архивах значатся 13 танков, потерянных в этот день 11-й танковой армией, наступавшей под Волоколамском). На следующий день, когда утром на поле боя, по воспоминаниям стрелочницы разъезда Дубосеково А. А. Борисенковой, у которой перед своим последним, героическим и смертельным боем, на постое останавливались бойцы-панфиловцы и которая пыталась вынести, после боя, истекающего кровью из перебитых пулеметной танковой очередью ног, смертельно-раненого политрука В. Г. Клочкова, оставался только один подбитый фашистский танк (о чём потом, было велено помалкивать), в «Красной звезде» появилась короткая корреспонденция В. И. Коротеева. А 28 ноября 1941 года там же была опубликована большая передовая статья «Завещание 28 павших героев», написанная литературным секретарём редакции Александром Кривицким. Затем 22 января 1942 года на страницах газеты появился его же очерк «О 28 павших героях», где все они впервые перечислялись поимённо.
По заключению Главной военной прокуратуры, проводившей специальное расследование, все очерки и рассказы, стихи и поэмы о 28 панфиловцах, появившиеся в печати позднее, написаны либо А. Кривицким, либо при его участии и в различных вариантах повторяют его очерк «О 28 павших героях».
В апреле 1942 года, после того как во всех воинских частях стало известно из газет о подвиге 28 гвардейцев из дивизии И. В. Панфилова, по инициативе командования Западного фронта, было возбуждено ходатайство перед Наркомом обороны о присвоении им звания Героев Советского Союза. Указом Президиума Верховного Совета СССР от 21 июля 1942 года всем 28 гвардейцам, перечисленным в очерке Кривицкого, было присвоено посмертно звание Героя Советского Союза.
В книге «Тень победы» Виктор Суворов ссылаясь на материалы следствия Главной военной прокуратуры, пишет «А. Ю. Кривицкий описал героический бой как очевидец. Но был ли он очевидцем? В военной прокуратуре ему вежливо задали вопрос: был ли он 16 ноября 1941 года в районе разъезда Дубосеково? Выяснилось: в районе боя означенный товарищ не был. Если бы был, то из этого ада живым не вышел. На допросе он признал, что в ноябре 1941 года из Москвы не выезжал. О подвиге ему стало известно со слов корреспондента В. Коротеева, который был в войсках. Правда, Коротеев в направлении переднего края дальше Штаба 16-й армии двигаться не рискнул. Именно там, на задворках Штаба, бравый военный корреспондент подхватил слух о совершённом подвиге и, как сорока на хвосте, принёс новость в родную редакцию».
По словам Куманёва, ссылающегося на незадокументированную личную беседу, в 1970-е годы, вспоминая о ходе расследования, А. Ю. Кривицкий сообщил:

Мне было сказано, что если я откажусь от показания, если не скажу, что описание боя у Дубосеково полностью выдумал я и что ни с кем из тяжелораненых или оставшихся в живых панфиловцев перед публикацией статьи не разговаривал, то в скором времени окажусь на Печоре или Колыме. В такой обстановке мне пришлось сказать, что бой у Дубосеково — мой литературный вымысел.

В то же время, согласно исследованию писателя Валентина Осипова и свидетельствам бойцов панфиловской дивизии, утверждается, что авторство фразы «Велика Россия, а отступать некуда — позади Москва!» принадлежит именно политруку Клочкову, а не корреспонденту Кривицкому: сохранились личные письма Клочкова жене, в которых он выражал свои чувства особой ответственности за Москву в похожих выражениях, кроме того, примерно такие же призывы печатались в обращениях Панфилова к солдатам дивизии и в номерах дивизионной газеты.

## Гражданская позиция
Когда Кривицкому в журнал «Новый мир» принёс свои стихи Борис Пастернак, он сказал : «А что же у него ничего нет про войну, его что, война не коснулась?»
В 1956 году Кривицкий являлся одним из подписантов письма группы членов редколлегии журнала «Новый мир», в котором критиковал роман Бориса Пастернака «Доктор Живаго».
В 1960 году выступал с критикой романа Василия Гроссмана «Жизнь и судьба», называя его антисоветским

## Награды и премии
- орден Октябрьской Революции (16.11.1984)
- орден Отечественной войны I степени (06.06.1945)
- орден Отечественной войны II степени (11.03.1985)
- орден Трудового Красного Знамени (01.09.1980)
- орден «Знак Почёта» (06.10.1970)
- медаль «Партизану Отечественной войны» II степени
- другие медали
- Заслуженный деятель культуры РСФСР (03.08.1972)
- Государственная премия РСФСР имени М. Горького (1982) — за книгу «Тень друга. Ветер на перекрёстке»
- литературная премия имени Александра Фадеева (1981)
- премия имени А. Н. Толстого (1980)
- премия имени В. В. Воровского (1975)

## Избранная библиография
- Не забуду вовек (военные очерки, 1964)
- Подмосковный караул (1970—1974)
- Человек и событие
- Точка в конце…
- Тень друга, или Ночные чтения сорок первого года (1980—1984) (за книгу в 1987 присвоена Государственная премия РСФСР имени М. Горького)
- Ветер на перекрёстке
- На том берегу, или Кое-что о Пентагоне и его окрестностях (1978—1981)
- Коварство и политика (По ту сторону). — М.: Советская Россия, 1981
- Портреты и памфлеты (1983)
- Мужские беседы (1985—1986)
- Ёлка для взрослого (1986)
- Бранденбургские ворота (1987)
- Тревожные годы
- Битая карта и др.

Автор воспоминаний о Назыме Хикмете, Константине Симонове, Борисе Пастернаке и других писателях.